# Áreas protegidas da Colômbia

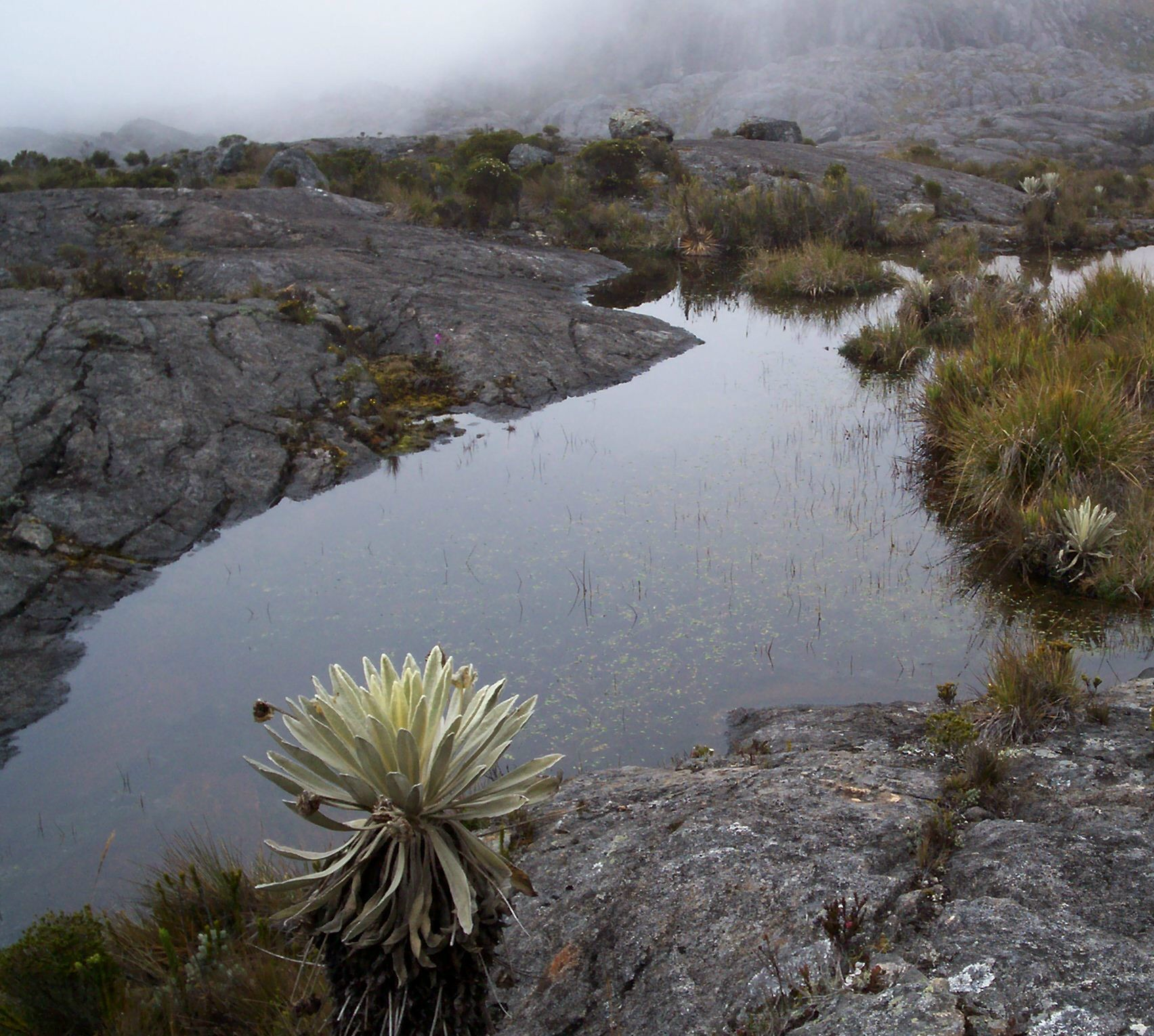
Laguna La Hermosa, no Parque Natural Regional Sisavita, uma das áreas protegidas colombianas

A Colômbia é o segundo país mais rico em espécies do mundo, atrás apenas do Brasil, e uma em cada dez espécies de fauna e flora, sejam terrestres, marinhas ou aquáticas, habitam o país. Em vista disso, o país subscreveu a Convenção sobre Diversidade Biológica e tem implementado um vasto projeto de criação e gestão de áreas protegidas para garantir a conservação desse patrimônio.
A Colômbia possui um Sistema Nacional de Áreas Protegidas (SINAP), que, no final de 2010, compreende mais do 10% de seu território continental e conta com 58 parques naturais nacionais.

## Sistema de Parques Nacionais da Colômbia

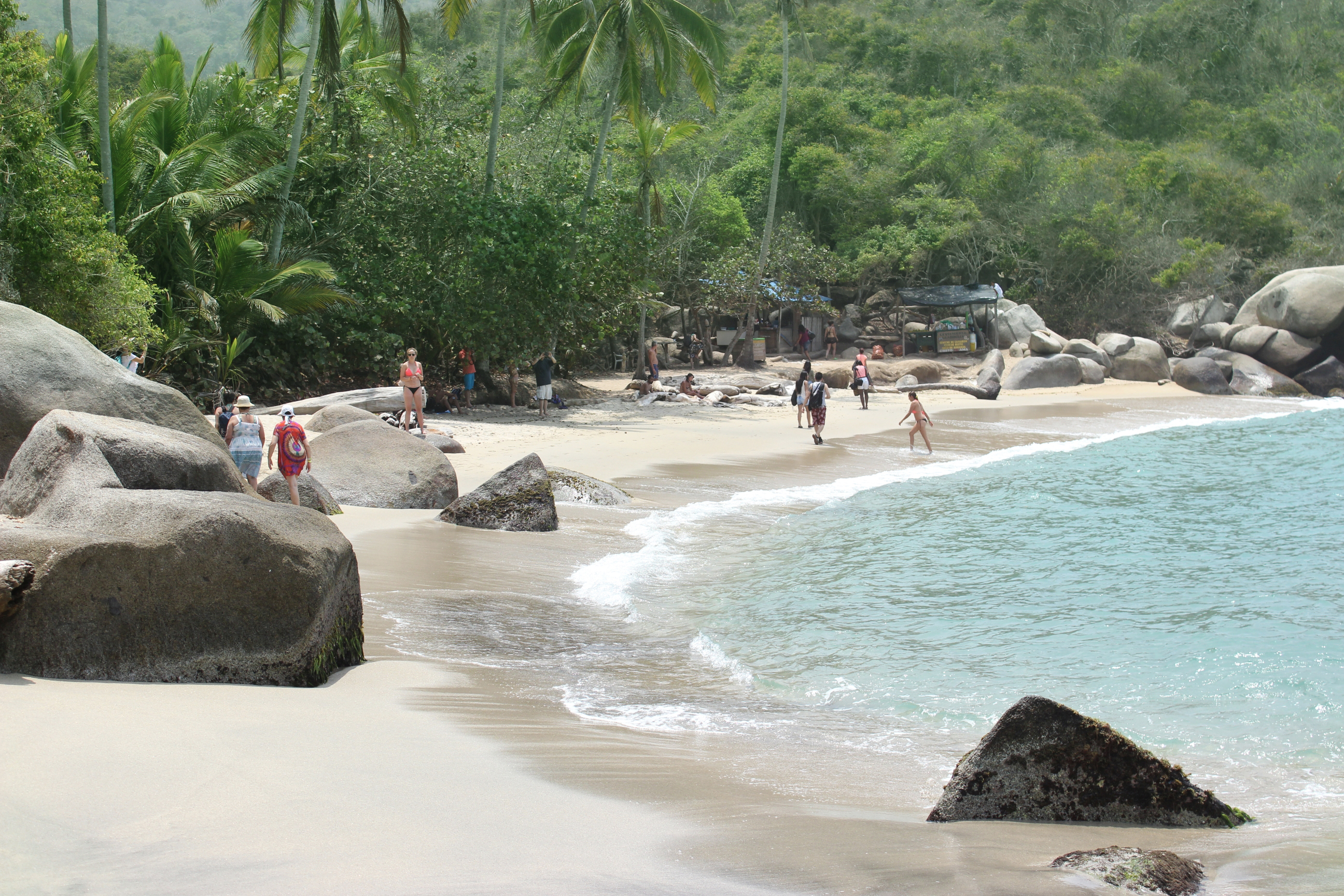
Praia de Cabo San Juan, no Parque Nacional Natural Tayrona.

O Sistema de Parques Nacionais de Colômbia (SPNN) conta com um total de 56 áreas (2010), com uma extensão total de 11.600.000 he, que cobrem mais de 10% do território colombiano. Organizam-se, conforme ao artigo 329 do CNR, do seguinte modo:
- Reserva Natural (RNN): "área na qual existem condições primitivas de flora, fauna e terreno, e que é destinada à conservação, investigação e estudo de suas riquezas naturais".
- Área Natural Única: "área que, por possuir condições especiais de flora ou terreno, é palco natural raro".
- Santuários de Fauna e flora (SFF): "área dedicada a preservar espécies ou comunidades vegetais ou de animais silvestres e para conservar recursos genéticos da flora nacional".
- Via Parque: "Faixa de terreno com estrada, que possui belezas panorâmicas singulares ou valores naturais ou culturais, conservada para fins de educação e repouso".

O primeiro parque foi criado em 1960, o Parque Nacional Natural Gruta dos Guácharos, de apenas 9.000 ha, com o objetivo de preservar um complexo de grutas que eram o habitat do guácharo, o pássaro noturno que lhe deu seu nome. O último a ser criado, agosto de 2007, foi o Parque Nacional Natural Serranía dos Churumbelos Auka-Wasi, na região andina, com 97.189 ha.
O maior parque é o Parque Nacional Natural Serranía de Chiribiquete, situado nos departamentos de Caquetá e Guaviare, com uma extensão de 1.280.000 ha, um área de bosques, cerros e savanas inundáveis. A menor área é o Santuário de Flora Ilha da Corota, em Nariño, com uma extensão de apenas 12 ha terrestres e 4 ha aquáticos, nos quais são conservados ecossistemas de floresta húmida e fria.

## Outras áreas protegidas nacionais da Colômbia
Além do sistema nacional de parques, na Colômbia existe uma grande variedade de categorias de proteção de áreas. As mais importantes são:

### Proteção faunística
- - Território Fáunico: é uma "área que se reserva e alinha com fins de conservação, investigação e manejo da fauna silvestre, para exibição" (Decreto 2.811 de 1974, que contém o Código de Recursos Naturais Renováveis e Proteção do Meio Ambiente (CRN), art. 253).
  - Reserva de Caça: é uma área que "se reserva e alinha com fins de conservação, investigação e manejo, para alavancagem de espécies cinegéticas, e onde pode ser permitida a caça, sujeira a regulamentos especiais". (CRN, art. 255). "Poder-se-á permitir a caça científica, de alavancagem, de controle e desportiva mas esta última só poder-se-á praticar se não se declarou vedação ou proibição de seu exercício" (Decreto 1.608 de 1978, Fauna Silvestre, art. 171).
  - Coto de caça: área "destinada à manutenção, alavancagem e aproveitamento de espécies da fauna silvestre para caça desportiva" (CRN, art. 256).
  - Áreas de Reserva de pesca. "Denomina-se área de reserva a zona geográfica seleccionada e delimitada, na qual se proíbe ou se condiciona a exploração de determinadas espécies". (Decreto n. 2.256 do 4 de outubro de 1991, do Ministério de Agricultura, que regulamenta a Lei 13 de 1990, art. 120).
  - Reserva de Pesca Artesanal: áreas marinhas ou aquáticas continentais que contém expressivos recursos hidrobiológicos. Tem como objectivo conservar recursos hidrobiológicos e garantir a produtividade e o aproveitamento artesanal e sustentado da pesca.

### Áreas de reserva florestal (ARF)
Definidas como "zona de propriedade pública ou privada, reservada para que seja destinada exclusivamente ao estabelecimento ou manutenção e utilização racional de áreas florestais produtoras, protetoras ou produtoras-protectoras". (Decreto 2.811 de 1.974 (CRN), art. 206).
- ARF Produtora: "zona que deve ser conservada permanentemente com bosques naturais ou artificiais, para obter produtos florestais para comercialização ou consumo. A área é de produção direta quando a obtenção de produtos implique o desaparecimento temporário do bosque e sua posterior recuperação. É área de produção indireta aquela em que se obtêm frutos ou produtos secundários, sem implicar o desaparecimento do bosque" (CRN, art. 203).
- ARF Protetora: "zona que deve ser conservada permanentemente com bosques naturais ou artificiais, para proteger estes mesmos recursos ou outros naturais renováveis. Na área florestal protetora deve prevalecer o efeito protetor e só permitir-se-á a obtenção de frutos secundários do bosque". (CRN, art. 204). "Poder-se-ão declarar como protectoras áreas florestais, quando seja necessário para proteger espécies em via de extinção" (Dec. 1.608, art. 20).
- ARF Protectora–Produtora: "a zona que deve ser conservada permanentemente com bosques naturais ou artificiais, para proteger os recursos naturais renováveis e que também pode ser objeto de atividades de produção, sujeitas necessariamente à manutenção do efeito protetor" (CRN, art. 205).
- Zona Florestal Protectora e Bosques de Interesse Geral. Para o desenvolvimento da economia florestal e proteção dos solos, águas e vida silvestre. Inclui os terrenos baldios localizados nas bacias hidrográficas que servem ou podem servir de abastecimento de águas para consumo interno, produção de energia eléctrica e para a irrigação, e cuja inclinação seja superior a 40% (Lei 2/59, art. 2).

### Áreas de manejo especial
Definidas como "área de manejo especial que se delimita para administração, manejo e proteção do ambiente e dos recursos naturais renováveis" (CRN, art. 308).
- Distritos de Manejo Integrado (DMI): "espaço da biosfera que, por razão de fatores ambientais ou socioeconômicos, se delimita para que dentro dos critérios do desenvolvimento sustentável se ordene, planifique e regule o uso e o manejo dos recursos naturais renováveis, e as atividades económicas que ali se desenvolvam" (Dec. 1974/89).
- Áreas de Recreação. "Poderão criar-se áreas de recreação urbanas e rurais, principalmente destinadas à recreação e às atividades desportivas" (CRN, art. 311). "Planejar-se-á o desenvolvimento urbano determinando, entre outros, os setores residenciais, cívicos, comerciais, industriais e de recreação, bem como zonas oxigenantes e amortecedoras, e contemplando a necessária arborização ornamental" (CRN, art. 187).
- Distrito de Conservação de Solos. "área que se delimita para a submeter a manejo especial, orientado à recuperação de solos alterados ou degradados, ou à prevenção de fenômenos que causem alteração ou degradação em áreas especialmente vulneráveis, por suas condições físicas ou climáticas ou pela classe de utilidade que nelas se desenvolve" (CRN, art. 324).

### Áreas de proteção ecológica
- Área Especial de Reserva Ecológica. Delimitadas em duas regiões específicas: O Chocó e a Amazonia Colombiana.
- Área de interesse ecológico nacional. A região chamada Savana de Bogotá e seus recurso naturais foram declarados como de interesse ecológico nacional, com destinação prioritária agropecuária e florestal. Nela, o Ministério do Meio ambiente pode criar zonas nas quais é permitida a explorações mineira (Lei 99 de 1993, pelo qual se cria o Ministério do Meio ambiente, se reordena o setor público encarregado da gestão e conservação do Meio ambiente e os Recursos Naturais Renováveis, se organiza o Sistema Nacional Ambiental, SINA e se ditam outras disposições, art. 61).
- Lugares de Património Natural e Cultural. Consideram-se Património Natural (Lei 45/83, art. 2):
  - Os monumentos naturais constituídos por formações físicas e biológicas ou por grupos dessas formações, que tenham um valor universal excepcional do ponto de vista estético ou científico.
  - As formações geológicas e fisiográficas e as zonas estritamente delimitadas que constituam o habitat de espécies animal e vegetal ameaçadas, que tenham um valor universal excepcional desde do ponto de vista estético ou científico.
  - Os lugares naturais ou as zonas naturais estritamente delimitadas, que tenham um valor universal excepcional do ponto de vista da científico, conservacionista ou estético.

### Outras proteções
- Zonas de Proteção da Paisagem: "A comunidade tem direito a desfrutar de paisagens urbanas e rurais que contribuam a seu bem-estar físico e espiritual" (CRN, art. 302). Da mesma forma, cabe "proteger uma zona ao lado de estradas determinadas pelo Ministério de Obras Públicas" (Dec. 1.715/78).
- Bacias Hidrográficas em Ordenação. "Entende-se por ordenação de uma bacia o planejamento do uso coordenado do solo, das águas, da flora e a fauna, e por manejo da bacia, a execução de obras e tratamentos". "A administração determinará a ordenação uma bacia quando existam condições ecológicas, econômicas e sociais que assim o requeiram". (CRN, art. 316 e 318). A afetação de uma bacia tem por objeto o planejamento do uso e manejo, de maneira que se consiga manter ou restabelecer um adequado equilíbrio entre o aproveitamento econômico e a preservação da estrutura físico biótica da bacia, e particularmente de seus recursos hídricos (Dec. 2.857/81).
- Zonas de Reserva Camponesa: São áreas geográficas selecionadas pelo INCORA, tendo em conta características agroecológicas e socioeconómicas regionais. Nas ZRC o estado leva em conta as regras e critérios sobre ordenamento ambiental territorial, a efetividade dos direitos sociais, econômicos e culturais dos camponeses, sua participação nas instâncias de planejamento e decisão regionais, e as características das modalidades de produção (Lei 160/94).
- Zonas de Reserva Agrícola: área rural contígua à zona urbana, destinada principalmente à produção agrícola, pecuaria e florestal. Objectivo: ordenar, regular e orientar as ações do sector privado, com o fim de melhorar a qualidade de vida dos habitantes das zonas, na medida de suas próprias aptidões. A autoridade municipal, distrital ou metropolitana, de acordo com o previsto nos planos integrais de desenvolvimento, expedirá os regulamentos detalhados do uso dos solos das zonas de reserva agrícola, de maneira que contenham disposições relacionadas com a execução de atividades principais, complementares e compatíveis nos diferentes espaços do referido território (Lei 12/82, art.8).

## Áreas protegidas de ordem regional
As áreas protegidas de ordem regional  são áreas com ecossistemas inalterados ou pouco alterados, com manifestações histórico-culturais, valores naturais, e/ou características paisajísticas, geológicas ou geomorfológicas relevantes. Tem como objetivo manter a perpetuidade de suas condições naturais, e em seu interior se permite a investigação cientifica, a educação e a recreação. São de competência dos Departamentos (divisão política colombiana) e das CAR (Corporações Autônomas Regionais, outra divisão política do país), que progressivamente têm buscado tornar realidade seus próprios sistemas de áreas protegidas:
- SIDAP: "Sistemas Departamentais de Áreas Protegidas". Dos 32 departamentos, 10 já criaram seus correspondentes do SIDAP, e diversos outros estão em processo de criação.
- SIRAP: "Sistemas Regionais de Áreas Protegidas", criados pelas CAR. Das 33 existentes, apenas a do Caribe está em funcionamento.

## Áreas protegidas de ordem local
Existe uma variedade de denominações das figuras de proteção existente em nível local, mas as mais importantes são as seguintes:
- Bosque Municipal: áreas com cobertura vegetal natural e/ou bosques cultivados. Tem como objectivo garantir a proteção de setores de captação de fontes de água, proteção do solo e da biodiversidade. Permite-se a exploração de recursos não madeireiros e eventualmente a pesca e caça de subsistência.
- Área Natural histórico-cultural: áreas naturais ou semi-naturais, que foram palcos de eventos históricos significativos, construções históricas, vestígios arqueológicos importantes ou são consideradas importantes. Têm como objetivo conservar lugares históricos, e buscam preservar modelos tradicionais de produção agrícola e de grãos, e consequentemente formas tradicionais de vida.
- Refúgio de Vida Silvestre: áreas naturais ou semi-naturais que contem fragmentos de populações, de ecossistemas ou de comunidades bióticas, essenciais para a sobrevivência de espécies nativas de flora e fauna, ou habitats para o abrigo ou reprodução de espécies migratorias. Têm como objetivo final a conservação de espécies.

## Reservas Naturais da Sociedade Civil
A Reserva Naturais da Sociedade Civil (RNSC) é a única figura existente na Colômbia, que corresponde a áreas protegidas privadas. Elas são definidas pela Lei no. 99 de 1993 como:
São mostras de ecossistemas naturais de propriedade privada ou de entidades ou organismos não públicos. Têm como finalidade a conservação da natureza. 

## Áreas de protecção internacional

### Reservas da Biosfera (MAB)
As reservas da biosfera são zonas de ecossistemas terrestres ou costeros/marinhos, ou uma combinação dos mesmos, reconhecidas no plano internacional como tais no marco do Programa Homem e Biosfera (MaB) da UNESCO. Esses territórios funcionam como um modelo de como o ser humano deve conviver com a natureza. A maior parte de seu território pode ser habitada por seres humanos, e em tal território podem ser realizadas atividades que se consideram não afectam negativamente o meio ambiente, por exemplo atividades de exploração florestal sustentável.

### Sítios RAMSAR
O Estado da Colômbia é signatário da Convenção Relativa às Áreas Húmidas de Importância Internacional Especialmente como Habitats de Aves Aquáticas, conhecida em forma abreviada como Convenção de Ramsar, e em seu território há três sítios Ramsar, com uma superfície total de 447.888 ha (outubro de 2007).